# Liste der Listed Buildings auf Berneray
In dieser Liste sind sämtliche Baudenkmäler auf der schottischen Hebrideninsel Berneray zusammengefasst. Die Bauwerke sind anhand der Kriterien von Historic Scotland in die Kategorien A (nationale oder internationale Bedeutung), B (regionale oder mehr als lokale Bedeutung) und C (lokale Bedeutung) eingeordnet. Derzeit gibt es auf Berneray ein Denkmal aus der Kategorie A, zehn aus der Kategorie B und eines aus der Kategorie C.

## Denkmäler
| Name                                        | Typ         | Lage                            | Kategorie | Eintrag | Bild                                                                   |
| ------------------------------------------- | ----------- | ------------------------------- | --------- | ------- | ---------------------------------------------------------------------- |
| Cnoc an Dudain                              | Wohngebäude | 57° 43′ 16″ N, 7° 9′ 46,6″ W    | B         | 46098   | Cnoc an Dudain                                                         |
| 7a Rushgarry                                | Wohngebäude | 57° 43′ 14,7″ N, 7° 9′ 44,3″ W  | B         | 46099   | 7a Rushgarry                                                           |
| Ty Cymro                                    | Wohngebäude | 57° 43′ 6,1″ N, 7° 9′ 31,1″ W   | B         | 46100   | Ty Cymro                                                               |
| Taigh Ailean                                | Wohngebäude | 57° 43′ 7,1″ N, 7° 9′ 30,9″ W   | B         | 46101   | Taigh Ailean (im Bild links)                                           |
| North Lamerick                              | Wohngebäude | 57° 43′ 7,5″ N, 7° 9′ 32,1″ W   | B         | 46102   | North Lamerick (im Bild rechts)                                        |
| Berneray Youth Hostel                       | Hotel       | 57° 43′ 2,5″ N, 7° 9′ 13,7″ W   | B         | 46103   | Berneray Youth Hostel                                                  |
| Southwest Cottage                           | Wohngebäude | 57° 43′ 1,4″ N, 7° 9′ 19,1″ W   | B         | 46105   | Southwest Cottage                                                      |
| Berneray Parliamentary Church               | Kirche      | 57° 43′ 21,8″ N, 7° 9′ 25,8″ W  | B         | 46106   | Berneray Parliamentary Church                                          |
| Pfarrhaus der Berneray Parliamentary Church | Pfarrhaus   | 57° 43′ 26,9″ N, 7° 9′ 25,3″ W  | B         | 46107   | Pfarrhaus der Berneray Parliamentary Church (halblinks im Vordergrund) |
| MacLeod’s Gunnery                           | Speicher    | 57° 43′ 6″ N, 7° 9′ 14,7″ W     | A         | 46108   | MacLeod’s Gunnery (im Vordergrund)                                     |
| Berneray Parish Church                      | Kirche      | 57° 43′ 11,7″ N, 7° 10′ 28,8″ W | C         | 49877   | Berneray Parish Church (am linken Bildrand hinter dem Auto)            |
| 7b Rushgarry                                | Wohngebäude | 57° 43′ 15,2″ N, 7° 9′ 45,3″ W  | B         | 52480   | 7b Rushgarry                                                           |

- Karte mit allen Koordinaten:
- OSM |
- WikiMap